# 読モTV
読モTV〜TOKYO GIRLS PROJECT〜（どくモティーヴィー トーキョー・ガールズ・プロジェクト）は、東京メトロポリタンテレビジョン（TOKYO MX）で放送されていた情報・バラエティ番組。
2010年1月8日放送開始。放送時間は毎週金曜日の22時45分から23時00分。同年10月1日からは『原宿読モTV』（はらじゅく-）に改題したが、同年10月29日の放送で終了した。

## 概要
- オリジナリティーあふれるファッションセンスと、個性的なキャラクターで今、大人気の読者モデルたちが、ファッションへのこだわり、ライフスタイルなどを自らの目線で同世代の女性たちに発信する番組をコンセプトにしている。[5]
- 毎週人気の読者モデルが登場し、ファッションを中心としたストリート・カルチャーを紹介するほか、彼女たちのプライベートも公開することもある。[5]

## 出演者
- AMIAYA（鈴木姉妹：鈴木亜耶・鈴木亜美）
- 山内あいな
- 松田修花
- AMOYAMO（AMO、AYAMO）（パチパチズ）
- 湯浅美里
- 阿久津ゆりえ
- 梅村妃奈子
- 木野園子
- 井口真由子
- 青柳文子
- 寒川綾奈
- 杉浦亜衣
- 西田有沙
- 猪鼻ちひろ（non-noフレンド）
- 岡村いずみ（non-noフレンド）
- 瀬戸あゆみ
- 長嶋莉杏（CUTiE読モ）

### ナレーター
- SHELLY（2010年10月1日〜10月29日）[6]